# Elias Chipimo
Elias Chipimo Jr.; (Lusaka, Zambia, septiembre de 1965-), político y abogado zambiano. Presidente del Partido Restauración Nacional. Había trabajado antes como abogado corporativo y activista de derechos humanos.

## Actividades profesionales
Chipimo es el tercer niño de una familia de siete. Creció en Lusaka, pero también vivió en el Reino Unido, donde su padre sirvió como diplomático a finales de 1960. El padre, Elias Chipimo, pronunció un discurso ante la Asociación de Abogados de Zambia en 1980, que marcó el inicio de su enfrentamiento con el liderazgo del gobernante UNIP dirigido por Kenneth Kaunda.
Educado en Derecho en la Universidad de Oxford (1990). Antes de entrar en política se desempeñó en el ámbito de las asesorías corporativas, fusiones, adquisiciones, inversiones y privatizaciones. Su área principal de trabajo fue la Ley Corporativa en Zambia y en el África Austral.

## Actividades políticas
Participó de la fundación del Partido Restauración Nacional (2010), cuyo objetivo es animar a los zambianos a tomar medidas de responsabilidad y mejorar la gestión de responsabilidad personal, planificación y estrategias de inversión capitalista que permitan la equidad y el desarrollo económico del país y de las familias de Zambia en base al emprendimiento. La colectividad es anticomunista y opositora al gobierno de Zambia.
Fue candidato a la presidencia en los comicios de 2011, donde obtuvo 10.672 sufragios correspondientes al 0,38% de las preferencias.